# Igor (personaggio)
Igor (noto anche come Ygor, pronunciato a volte aigor all'inglese) è un personaggio immaginario divenuto uno stereotipo principalmente di opere fantastiche e horror.
Nato inizialmente nelle trasposizioni cinematografiche di Frankenstein, viene spesso ricondotto al canone di quest'ultimo o di Dracula, pur non essendo in realtà presente nei due romanzi. Il suo aspetto tipico è quello di un individuo brutto e deforme, tipicamente con gobba, che è inoltre un assistente molto servile di un qualche genio del male, uno scienziato pazzo o gli stessi dottor Victor Frankenstein o il Conte Dracula.

## Origine
Il primo archetipo del personaggio appare nello spettacolo teatrale Presumption!; or, The Fate of Frankenstein, scritto da Richard Brinsley Peake. Il ruolo del personaggio era affidato all'attore comico Robert Keeley, che fungeva anche da narratore dello spettacolo. Da questo personaggio il regista James Whale si ispirò per creare il suo Fritz per il lungometraggio Frankenstein del 1931. Whale assegnò la parte di Fritz all'attore Dwight Frye e rappresentò il personaggio come un gobbo malvagio che aiutava il dottor Frankenstein a progettare il suo mostro. Il personaggio verrà ucciso dal mostro durante la pellicola. Nella sceneggiatura originale scritta precedentemente all'assunzione di Whale come regista, il personaggio di Fritz doveva essere muto; una volta assunto come regista, però, Whale decise di bocciare subito questa idea.
Otto anni dopo, nel 1939, Bela Lugosi, che originariamente doveva interpretare il mostro di Frankenstein nel lungometraggio di Whale, fu scritturato per interpretare un piccolo ruolo nel film Il figlio di Frankenstein. Nel progetto iniziale, la sua doveva essere poco più che un'apparizione nei panni di un funzionario di polizia. Tuttavia, il regista Rowland V. Lee, decise di creare per Lugosi il personaggio di Ygor, un misterioso individuo che riusciva a diventare amico del mostro e che lo convinceva a compiere una serie di omicidi. Il ruolo, dunque, fu creato apposta per Lugosi che lo interpretò anche nel film successivo Il terrore di Frankenstein. Alla fine di quest'ultimo film, il cervello di Ygor viene inserito nel corpo del mostro con risultati catastrofici. Da quel momento iniziò a cementarsi l'idea dell'assistente gobbo di uno scienziato pazzo, inserendolo in varie opere anche con nomi diversi, come ad esempio col nome Daniel nel film Al di là del mistero.

## Apparizioni dello stereotipo

### Cinema
- Frankenstein (1931), col nome Fritz
- Il figlio di Frankenstein (1935)
- Il terrore di Frankenstein (1939)
- Al di là del mistero (1944), col nome Daniel
- La vendetta di Frankenstein (1958), col nome Fritz
- Jesse James Meets Frankenstein's Daughter (1966)
- Tutto quello che avreste voluto sapere sul sesso* *ma non avete mai osato chiedere (1972)
- Dracula contro Frankenstein (1972), col nome Morpho
- Frankenstein Junior (1974)
- Frankenstein all'italiana (1975)
- The Rocky Horror Picture Show (1975)
- The Halloween That Almost Wasn't (1979)
- Igor and the Lunatics (1988)
- Il ritorno dei pomodori assassini (1988)
- Nightmare Before Christmas (1993)
- Urban Flesh (1999)
- Van Helsing (2004)
- The 3D-Machine (2008)
- Igor (2008)
- Jackboots on Whitehall (2010)
- Frankenweenie (2012), personaggio col nome Edgar "E" Gore
- Victor - La storia segreta del dott. Frankenstein (Victor Frankenstein), regia di Paul McGuigan (2015)

### Romanzi
- Nella serie di romanzi fantasy umoristici scritti da Terry Pratchett e ambientati nel Mondo Disco vi è un luogo abitato da una serie di assistenti di laboratorio chiamati Igor.